# День радио (фильм)
«День ра́дио» — российский комедийный фильм 2008 года, по мотивам одноимённого спектакля.
Фильм вышел на экраны в России 20 марта 2008. В том же году лицензионно издан на DVD компанией «Мистерия звука».

## Сюжет
В фильме две параллельные сюжетные линии: в одной небольшое судно с маленьким цирком животных на борту по глупости экипажа остаётся без топлива в Японском море, в другой у работников вымышленного «Как бы радио» случается ЧП и им срочно приходится придумывать выход из положения.
Тема с цирком всплывает изредка и оттеняет основную, помогая понять и оценить тот колоритный «цирк», что творится на радиостанции. В прямом эфире вот-вот должен стартовать вечерний «супермарафон» с живыми выступлениями отечественных рок-звёзд в поддержку заранее подготовленной горячей темы, но за десять минут до начала выясняется, что она уже перехвачена конкурентами. Покуда ведущий тянет время как может, выход из положения лихорадочно ищет «креативная група» — миниатюрный Лёша, брутальный Слава и глуповато-исполнительный Саша — под началом богемного Миши, программного директора, раздражаемого опекой мамы и назойливостью секретарши Ани. После беглого просмотра лент информационных агентств решено от безысходности глобально раздуть историю с тем самым судёнышком: мир-де «на грани зоокатастрофы, человечеству грозит потеря ста редчайших пород животных», терпящих бедствие на «гигантском плавучем лайнере». Далее весь вечер и руководству, и радиоведущим — капризной «красотке Нонне», молодящемуся Диме и, позднее, меланхоличному Максу — приходится, отчаянно импровизируя, срочно выкручиваться в крупных и мелких стрессовых ситуациях, подогреваемых непростыми характерами и личными отношениями сотрудников. На роль приглашённого ради достоверности «специалиста по редким зверям» приходится взять соблазнённого бутылкой техника Камиля, что приводит к изобилующей нелепостями попойке в студии. Чтобы подчеркнуть раздражённому сменой темы крупному спонсору её «международный характер», в эфир выдают короткое «интервью» с известной своей зоозащитной позицией кинолегендой Бриджит Бардо, выдавая за её реплики слова из аудиокурса французского языка. Когда весть о «бедствии» начинает звучать в информационном пространстве, марафон оказывается под угрозой из-за вмешательства МЧС, решившего выслать на помощь мнимому «лайнеру» баркас из Находки; по счастью, удаётся связаться с переехавшим туда полузабытым бывшим сотрудником Колей, он улаживает дело на месте двумя ящиками водки. Диджей Макс, не успевший улизнуть на встречу одноклассников, вынужден заменить вдрызг напившегося Диму, а нетрезвый Камиль ещё и устраивает на студии отключение света; и хотя микрофоны работают, очередному исполнителю приходится петь живьём, а одна из рок-групп и вовсе застревает в лифте. Аня, у которой день рождения, невинно выдавая присланные тётей из Одессы несвежие праздничные пирожки за свои, становится причиной поочерёдного выпадения из эфира сначала радиоведущих, а позднее и подстраховавших их Лёши со Славой. В какой-то момент ситуация кажется почти безвыходной: Мише звонят от имени проникшегося «темой» владельца радиостанции, могущественного Эммануила Гедеоновича, сообщая, что теперь уже само Министерство обороны приняло сигнал МЧС к сведению и высылает на подмогу целый эсминец. И опять дело спасают личные связи: дядя Саши оказывается заместителем начальника Генштаба и по телефону признаётся, что военный корабль и так никуда не пойдёт — командующий округом уже вышел на нём ловить осьминогов. Облегчение сменяется новой проблемой: дядя требует поставить в эфир неформатный «блатняк». Миша еле уламывает на это следующего участника марафона, но вскоре раздаётся звонок от Эммануила Гедеоновича: директор в ужасе ждёт расправы, однако, к его изумлению, слышит благодарность расчувствовавшегося от песни магната, который попутно сообщает, что Минобороны уведомило его об успешном исходе «спасательной операции». На деле же кораблик всё ещё пытается собственными силами с переменным успехом выбраться из ситуации.

## В ролях
Сотрудники «Как бы радио»
- Леонид Барац — Лёша, ведущий
- Ростислав Хаит — Слава, ведущий
- Камиль Ларин — Камиль, техник аппаратно-студийного комплекса
- Александр Демидов — Саша, администратор
- Нонна Гришаева — Нонна, радиоведущая
- Дмитрий Марьянов — Дима, диджей
- Максим Виторган — Макс, диджей
- Михаил Козырев — Михаил Натанович, программный директор «Как бы радио»
- Анна Касаткина — Аня, секретарша Михаила Натановича
- Михаил Полицеймако — корреспондент

Экипаж и пассажиры буксира
- Фёдор Добронравов — капитан
- Алексей Хардиков — моторист
- Амалия Мордвинова — дрессировщица Нина
- Михаил Бескоровайный — директор цирка

Музыканты и музыкальные группы
- Николай Фоменко и группа «Бобры»
- Илья Лагутенко и группа «Мумий Тролль»
- Олег Скрипка и группа «Вопли Видоплясова»
- Владимир Шахрин и группа «Чайф»
- Диана Арбенина и группа «Ночные Снайперы»
- Алексей Кортнев и группа «Несчастный случай»
- Максим Покровский и группа «Ногу свело!»
- Сергей Бабкин
- группа «Би-2»

В эпизодах
- Константин Чепурин — Николай Григорьев («Володя», он же «Виталик»), бывший сотрудник «Как бы радио», переехавший в Находку.
- Георгий Мартиросьян — дядя Лёша, родственник администратора Саши, заместитель начальника Генштаба
- Анастасия Сапожникова — администратор
- Сергей Беляев — импресарио группы «Чайф»
- Игорь Гоцманов — звукорежиссёр
- Мария Мина — девушка в лифте
- Клара Новикова — мама Миши (голос)
- Эммануил Виторган — Эммануил Гедеонович, владелец «Как бы радио»
- Елена Шевченко — Наталья Константиновна, секретарша Эммануила Гедеоновича
- Ирина Аугшкап — женщина в концертном зале (голос)
- Сергей Мазаев — Сергей Мазаев

## Саундтрек
| №   | Название                      | Исполнитель               | Длительность |
| --- | ----------------------------- | ------------------------- | ------------ |
| 1.  | «В темноте»                   | «Ногу свело!»             |              |
| 2.  | «Забери»                      | Сергей Бабкин             |              |
| 3.  | «Ой-йо»                       | «Чайф»                    |              |
| 4.  | «Морячок»                     | «Ночные Снайперы»         |              |
| 5.  | «Бермуды»                     | «Мумий Тролль»            |              |
| 6.  | «День народження»             | «Воплі Відоплясова»       |              |
| 7.  | «Радио»                       | «Несчастный случай»       |              |
| 8.  | «Bond»                        | «S.P.O.R.T.»              |              |
| 9.  | «А вы-то кто?»                | «2ва самолёта»            |              |
| 10. | «Танцы»                       | «Spitfire»                |              |
| 11. | «Дура»                        | «Billy's Band»            |              |
| 12. | «Так я падал»                 | «Billy's Band»            |              |
| 13. | «За тех, кто в море»          | «Billy's Band»            |              |
| 14. | «Вязаный жакет»               | Николай Фоменко и «Бобры» |              |
| 15. | «Бермуды» (DJ Ram remix)      | «Мумий Тролль»            |              |
| 16. | «ចាស់បងជូរឣែម» (Old Sour & Sweet) | Руох Серейсоттхеа         |              |

## Отличия фильма и спектакля
- Фильм короче спектакля, поэтому некоторые сцены исключены, а сюжет заметно переработан.
- В фильме исполнители песен играют сами себя и исполняют свои песни, в то время как в спектакле звучат пародии, написанные «Несчастным случаем».